# Église Saint-Michel de Guzargues
L'église Saint-Michel est une église romane située à Guzargues dans le département français de l'Hérault en région Occitanie.

## Historique
La paroisse Saint-Michel de Guzargues est mentionnée pour la première fois en 1111.
L'église romane fut construite au milieu du XIIe siècle. 
Elle fait l'objet d'une inscription au titre des monuments historiques depuis le 11 octobre 1971.

## Architecture extérieure
Les éléments les plus remarquables qui subsistent de l'église romane sont le chevet, la fenêtre absidiale, le tympan de la porte méridionale ainsi que les chapiteaux de la nef.

### Le chevet
Le chevet est édifié en pierre de taille de belle facture assemblée en opus monspeliensis. Il est surmonté d'une corniche biseautée et recouvert de tuiles romaines.
La fenêtre absidiale à double ébrasement est encadrée de deux belles colonnettes ornées, à leur base, d'un double anneau torique et, à leur sommet, d'un chapiteau sculpté orné de palmettes pour celui de droite et de lions pour celui de gauche. Ces chapiteaux supportent un arc torique (boudin).

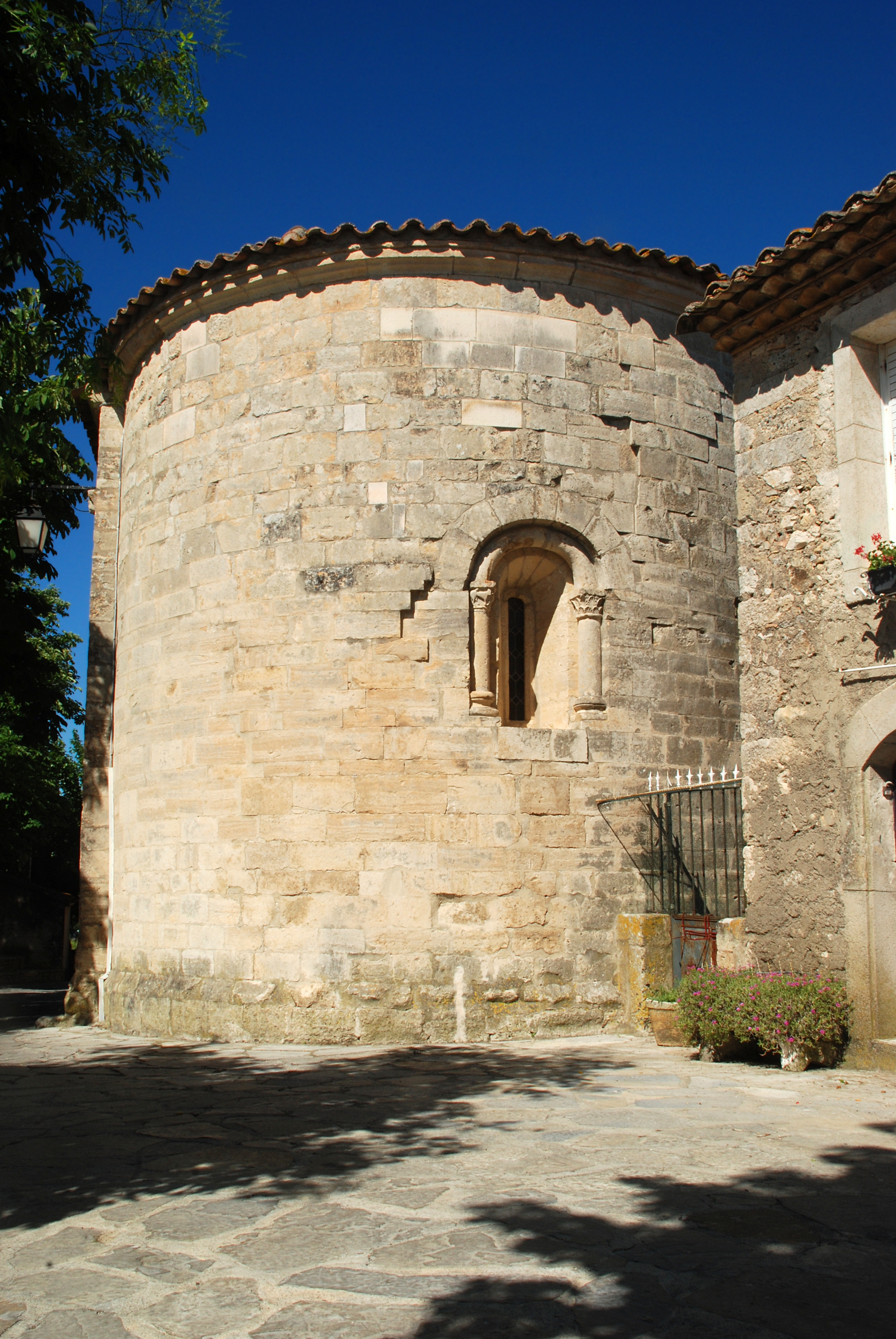
Le chevet.
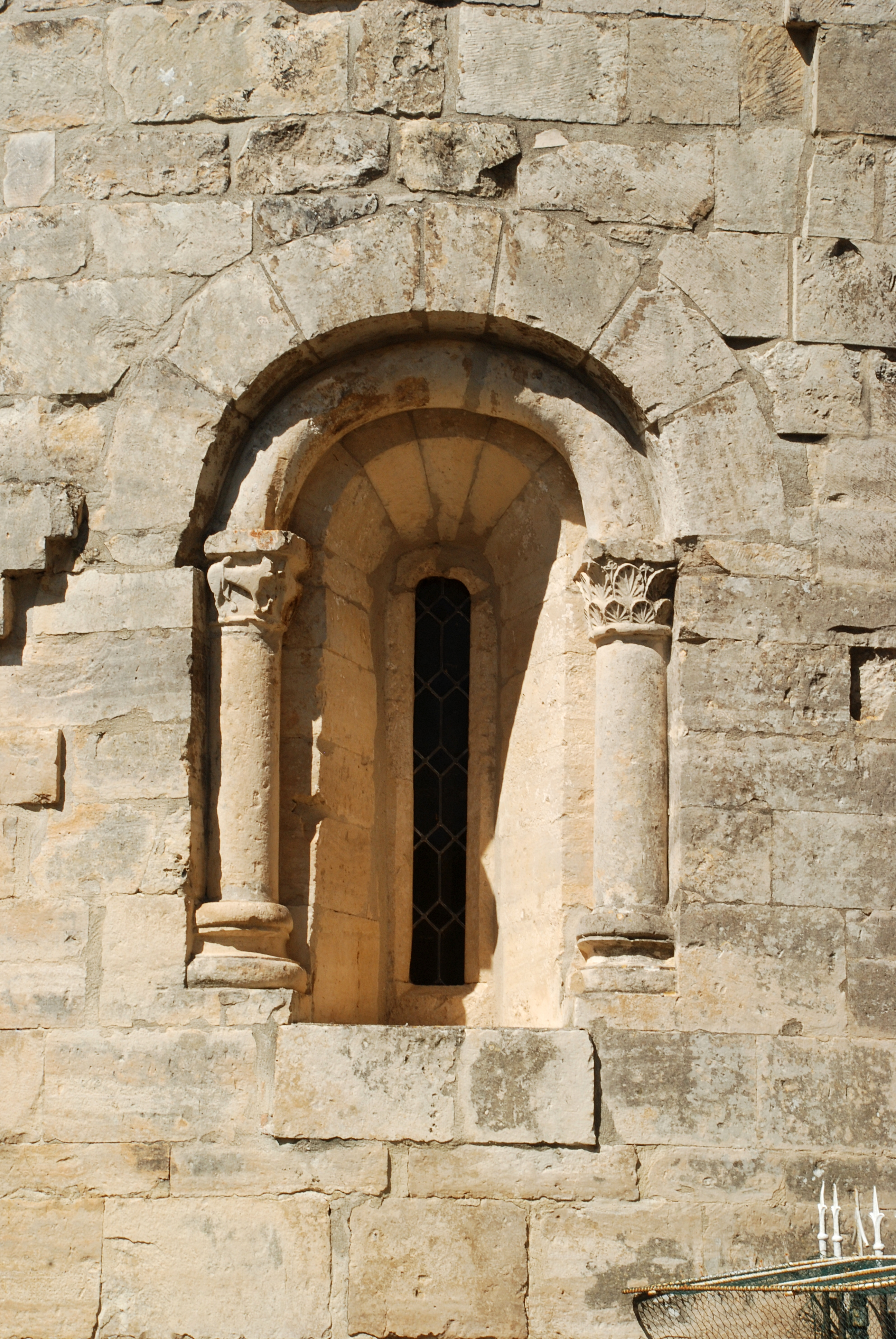
La fenêtre absidiale.
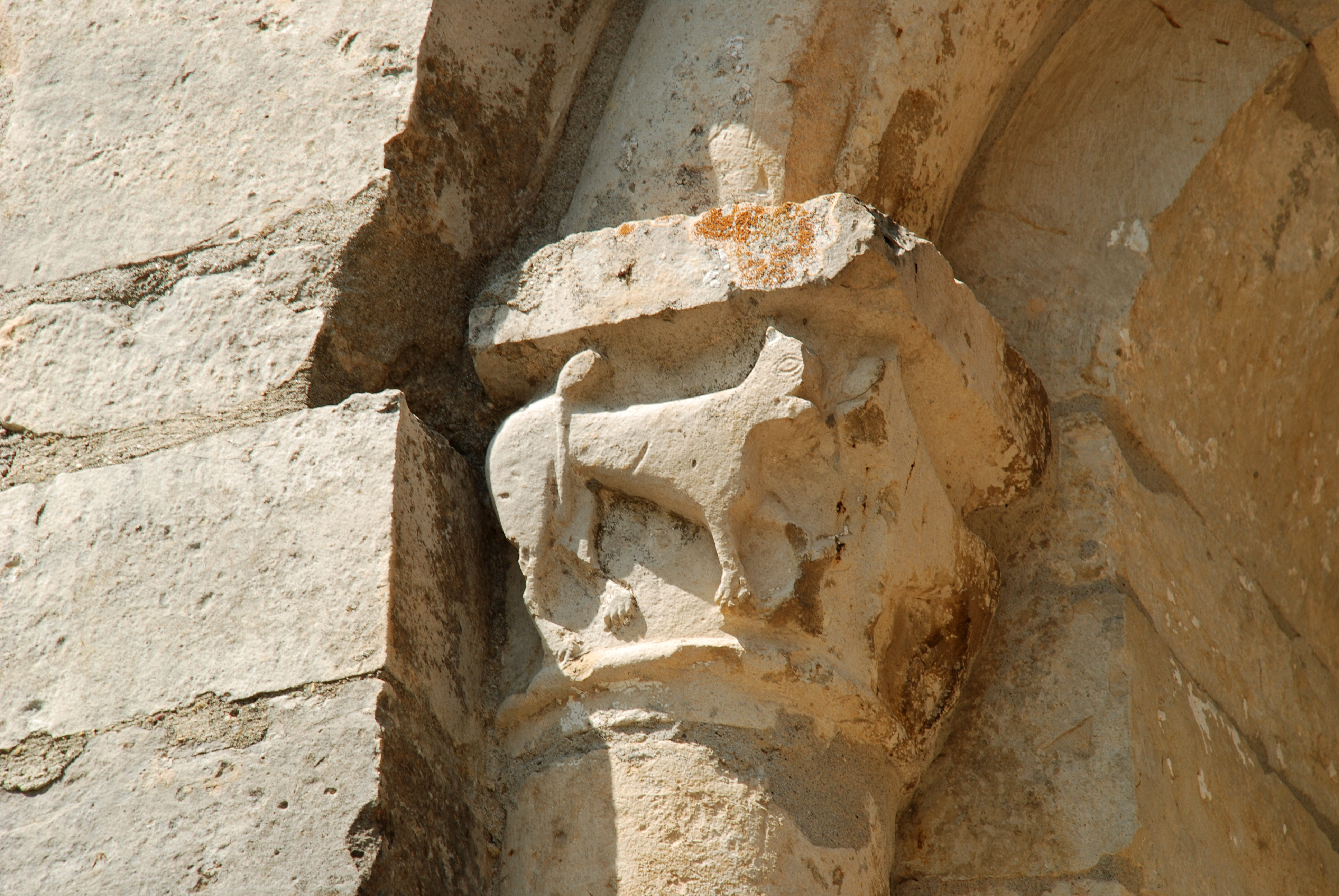
Le chapiteau aux lions.
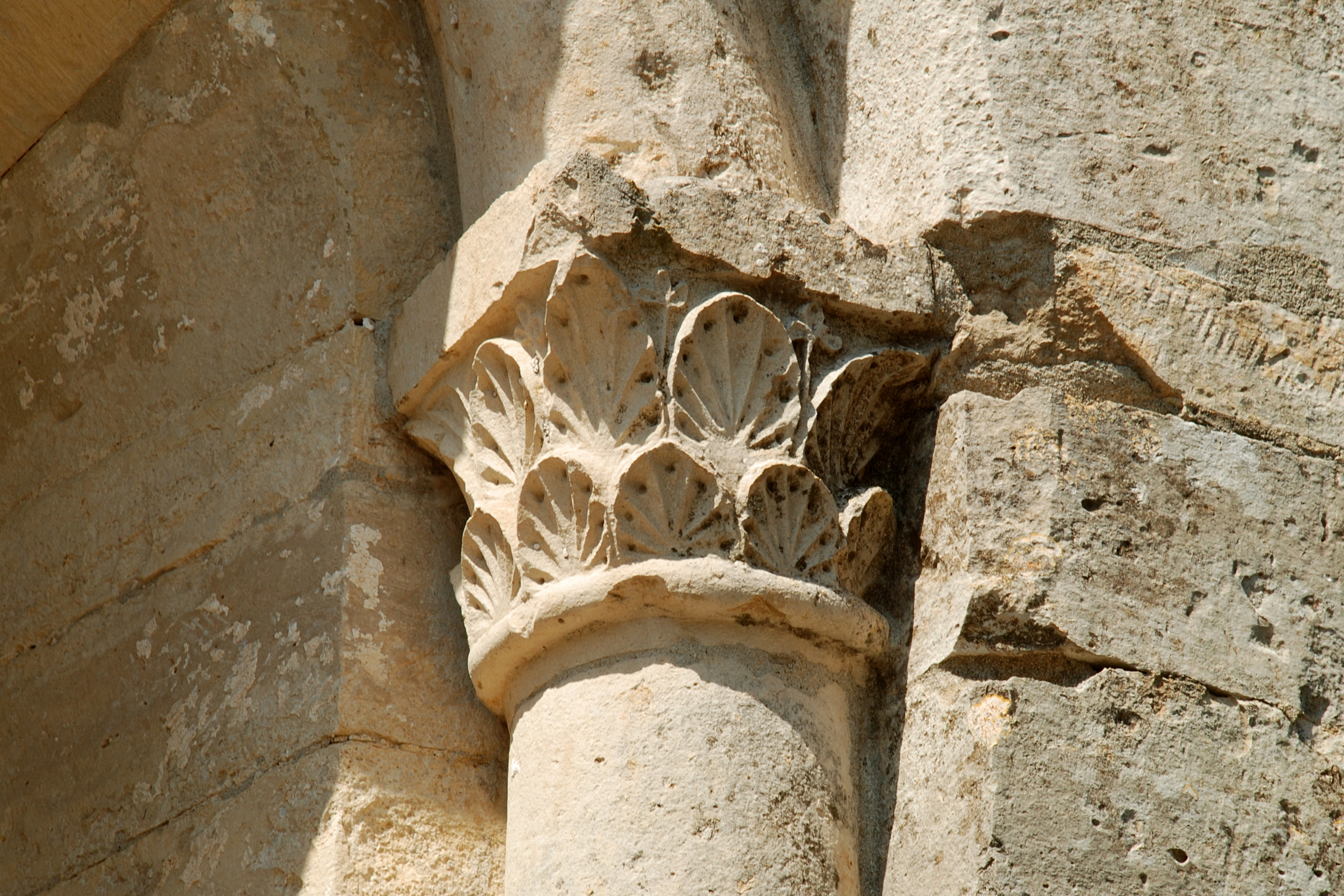
Le chapiteau aux palmettes.

### Le tympan de la porte méridionale
La porte méridionale, de style classique, est surmontée d'un exceptionnel tympan roman, hélas assez abîmé, représentant saint Michel pesant les âmes. À droite, le diable porte une main sur l'un des plateaux de la balance.
Le tympan est bordé d'un remarquable décor de rinceaux fleuris et est surmonté d'une archivolte constituée de cylindres ornés de fleurs.

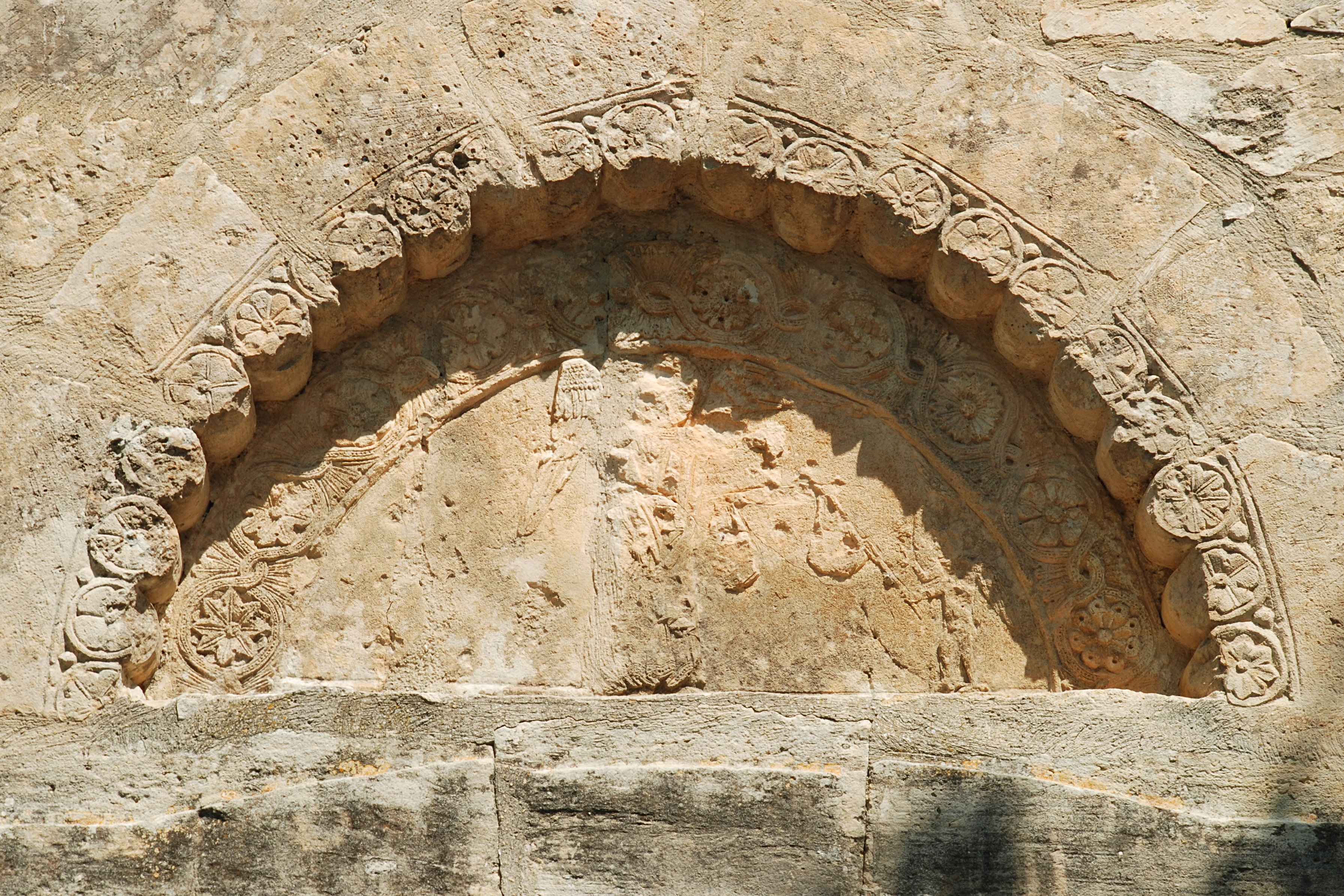
Le tympan roman représentant saint Michel pesant les âmes.

## Architecture intérieure

### Le  chœur
Bien que de structure romane, le chœur est entièrement décoré de stucs datant du XVIIIe siècle. La maçonnerie romane subsiste cependant autour de la fenêtre absidiale, dont la structure intérieure est similaire à la structure extérieure : double ébrasement, colonnettes sur anneaux toriques, chapiteaux et arc torique. La voûte en cul-de-four est également décorée de stucs du XVIIIe siècle.

### La  nef et la travée de chœur
Chacun des murs de la travée de chœur est orné d'un arc de décharge en plein cintre.
La nef et la travée de chœur possèdent une voûte en berceau et ont conservé leurs maçonneries romanes en pierre de taille.
L'arc triomphal en pierre de taille est supporté par deux puissantes colonnes surmontées de grands chapiteaux blancs dont la corbeille est ornée de feuilles d'acanthe et le tailloir de marguerites.
L'un des chapiteaux de la nef, orné de feuilles d'acanthe, est encadré de corbeaux destinés à soutenir des arcs diagonaux absents.